# California Polytechnic State University Women's Volleyball
La California Polytechnic State University Women's Volleyball è la squadra pallavolo femminile appartenente alla California Polytechnic State University, con sede a San Luis Obispo (California): milita nella Big West Conference della NCAA Division I.

## Storia
Il programma di pallavolo femminile della California Polytechnic State University, San Luis Obispo inizia ufficialmente le sue attività nel 1976, con alla guida l'allenatore Mike Wilton. Dal 1979 al 1980 il programma fa parte della Southern California Athletic Conference, che lascia nel 1981, quando si affilia alla neonata NCAA Division I come programma indipendente, partecipando a tre post-season consecutive, eliminato sempre alle Elite Eight. 
Nel 1984 le Mustangs entrano a far parte della Pacific Coast Athletic Association, in seguito Big West Conference, di cui vincono il titolo nello stesso anno e partecipando in altre sei occasioni al torneo NCAA, spingendosi al massimo fino alle finali regionali. Nel 1990 si registrano diversi avvicendamenti, come l'arrivo in panchina di Craig Cummings e il ritorno alle gare come programma indipendente: torna quindi a far parte della Big West Conference nel 1996, con in panchina Steve Schlick, sostituito nel 2005 da Jon Stevenson (in carica fino al 2011, quando gli subentra ad interim Caroline Walters), sotto la cui gestione il programma centra altri due titoli di conference e altrettante partecipazioni alla post-season. 
Un ulteriore avvicendamento in panchina si registra nel 2012, quando il programma passa nelle mani di Sam Crosson: negli ultimi due anni della sua gestione le Mustangs vincono due volte la Big West Conference, prima del ritorno in panchina, nel 2019, di Caroline Walters.

## Record
| Piazzamento          |    | Edizione                                            |
| -------------------- | -- | --------------------------------------------------- |
| Tornei NCAA          | 17 | Elite Eight: 4 1981, 1982, 1983, 1985               |
| Tornei NCAA          | 17 | Sweet Sixteen: 4 1984, 1987, 1989, 2007             |
| Tornei NCAA          | 17 | Secondo turno: 4 2000, 2006, 2017, 2019             |
| Tornei NCAA          | 17 | Primo turno: 5 1986, 1988, 1999, 2002, 2018         |
| Titoli di conference | 5  | Big West Conference: 5 1984, 2006, 2007, 2017, 2018 |

## Conference
- Southern California Athletic Conference: 1979-1980
- Big West Conference[1]: 1984-1989
- Big West Conference: 1996-

## All-America

### First Team
- Sandy Aughinbuagh (1982)
- Ellen Bugalski (1985)

### Second Team
- Dede Bodnar (1985)
- Michelle Hanson (1989)

### Third Team
- Kylie Atherstone (2007)
- Jennifer Keddy (2010)
- Maia Dvoracek (2019)

## Allenatori
- Mike Wilton: 1979-1989
- Craig Cummings: 1990-1995
- Steve Schlick: 1996-2004
- Jon Stevenson: 2005-2011
- Caroline Walters[2]: 2011
- Sam Crosson: 2012-2018
- Caroline Walters: 2019-